# ATP Challenger Piracicaba
Das ATP Challenger Piracicaba (offizieller Name: Brasil Tennis Challenger) ist ein seit 2023 stattfindendes Tennisturnier in Piracicaba, Brasilien. Es ist Teil der ATP Challenger Tour und wird im Freien auf Sand ausgetragen.

## Liste der Sieger

### Einzel
| Jahr | Sieger                  | Finalgegner        | Ergebnis         |
| ---- | ----------------------- | ------------------ | ---------------- |
| 2025 | Román Andrés Burruchaga | Facundo Mena       | 7:68, 6:76, 7:64 |
| 2024 | Camilo Ugo Carabelli    | Federico Coria     | 7:5, 6:4         |
| 2023 | Andrea Collarini        | Tomás Barrios Vera | 6:2, 7:61        |

### Doppel
| Jahr | Sieger                              | Finalgegner                          | Ergebnis          |
| ---- | ----------------------------------- | ------------------------------------ | ----------------- |
| 2025 | Guido Andreozzi (2) Orlando Luz (2) | Marcelo Demoliner Fernando Romboli   | 6:74, 6:2, [11:9] |
| 2024 | Guido Andreozzi (1) Guillermo Durán | Daniel Dutra da Silva Pedro Sakamoto | 6:2, 7:65         |
| 2023 | Orlando Luz (1) Marcelo Zormann     | Andrea Collarini Renzo Olivo         | kampflos          |